# Pirelli (azienda)
Pirelli & C. S.p.A. è una multinazionale con sede in Italia, che opera nel settore automobilistico come produttore di pneumatici per automobili, moto e biciclette.
Quotata alla Borsa Italiana dal 1922 è attualmente presente negli indici FTSE MIB e FTSE Italia Brands. Nel 2015 era stata ritirata dal listino per tornarvi il 4 ottobre 2017 con una capitalizzazione di 6,5 miliardi di euro. Pirelli è stata selezionata e introdotta nell'indice Dow Jones Sustainability STOXX (DJSI STOXX) per la prima volta nel 2002, ed è stata inclusa anche nell'indice mondiale Dow Jones Sustainability World. Prima del delisting Pirelli era inclusa anche negli indici di sostenibilità FTSE Global and Europe e ASPI Eurozone.
È tra i principali operatori mondiali nel settore degli pneumatici in termini di fatturato, dietro a Bridgestone, Michelin, Continental, Goodyear, Sumitomo e Hankook e opera in tutto il mondo con una presenza commerciale in oltre 160 nazioni.
Nel corso della propria esistenza, Pirelli ha tentato di espandersi in mercati nei quali la gomma fosse un elemento costruttivo fondamentale, lanciando linee di prodotti a proprio marchio. La società è stata presente anche nel settore dell'abbigliamento maschile e femminile, dei materassi e in quello energetico (con particolare attenzione alle fonti di energia rinnovabile e alla mobilità sostenibile) con Pirelli Ambiente.

## Storia

### La fondazione
La "Pirelli & C." fu fondata a Milano nel 1872 dall'ingegnere Giovanni Battista Pirelli, per produrre "articoli tecnici" di caucciù vulcanizzato. Sostanzialmente si trattava di tele gommate, cinghie di trasmissione, manicotti e raccorderie in gomma.
Immediatamente venne avviata la costruzione del primo opificio, nell'area adiacente via Ponte Seveso, poi rinominata via Fabio Filzi, dove oggi sorge il Grattacielo Pirelli, soprannominato "Pirellone". La struttura era costituita da due fabbricati a due piani di diversa dimensione: quello più grande adibito alla lavorazione e l'altro per negozio, uffici e servizi. L'originaria dotazione di macchinari consisteva in depuratore, masticatore, mescolatore e calandra, costruiti in Francia, oltre a caldaie di vulcanizzazione di costruzione italiana. La produzione ebbe inizio nel giugno 1873.
Data l'estrema duttilità del materiale, con l'entrata in società dell'esperto commerciante Francesco Casassa, furono previsti vari impieghi e la gamma produttiva fu ampliata con altre applicazioni, come cavi telegrafici sottomarini, giocattoli, tappeti, impermeabili, materiale per sale chirurgiche e imbottiture anatomiche da applicare a reggiseni e culotte.
All'inizio degli anni novanta del XIX secolo, dopo l'invenzione dello pneumatico per bicicletta, Pirelli sfruttò immediatamente il know-how acquisito nella produzione di manicotti in tela gommata per sperimentare quel nuovo tipo di manufatto, in collaborazione con la Bianchi, e realizzarlo per il mercato. Nel 1885 Giuseppe Loretz, un dipendente della Società, vinse il primo campionato italiano di ciclismo su strada, su una bicicletta che montava pneumatici della Pirelli.
Pirelli fu anche all'avanguardia per l'interesse verso l'organizzazione scientifica del lavoro, di cui iniziò ad occuparsi fin dagli anni Venti del Novecento, ma come molte altre industrie italiane, fu solamente negli anni Trenta che introdusse i metodi psicotecnici. A sviluppare il laboratorio di psicotecnica della Pirelli furono i medici del lavoro: Achille Mizzi, Calogero Di Naro con la collaborazione del sig. Mapelli e Silvio Graziadio Cusin, psicologo, che introdusse l'uso dei test di personalità per la valutazione del personale (fra cui il 16 PF).

### La crescita

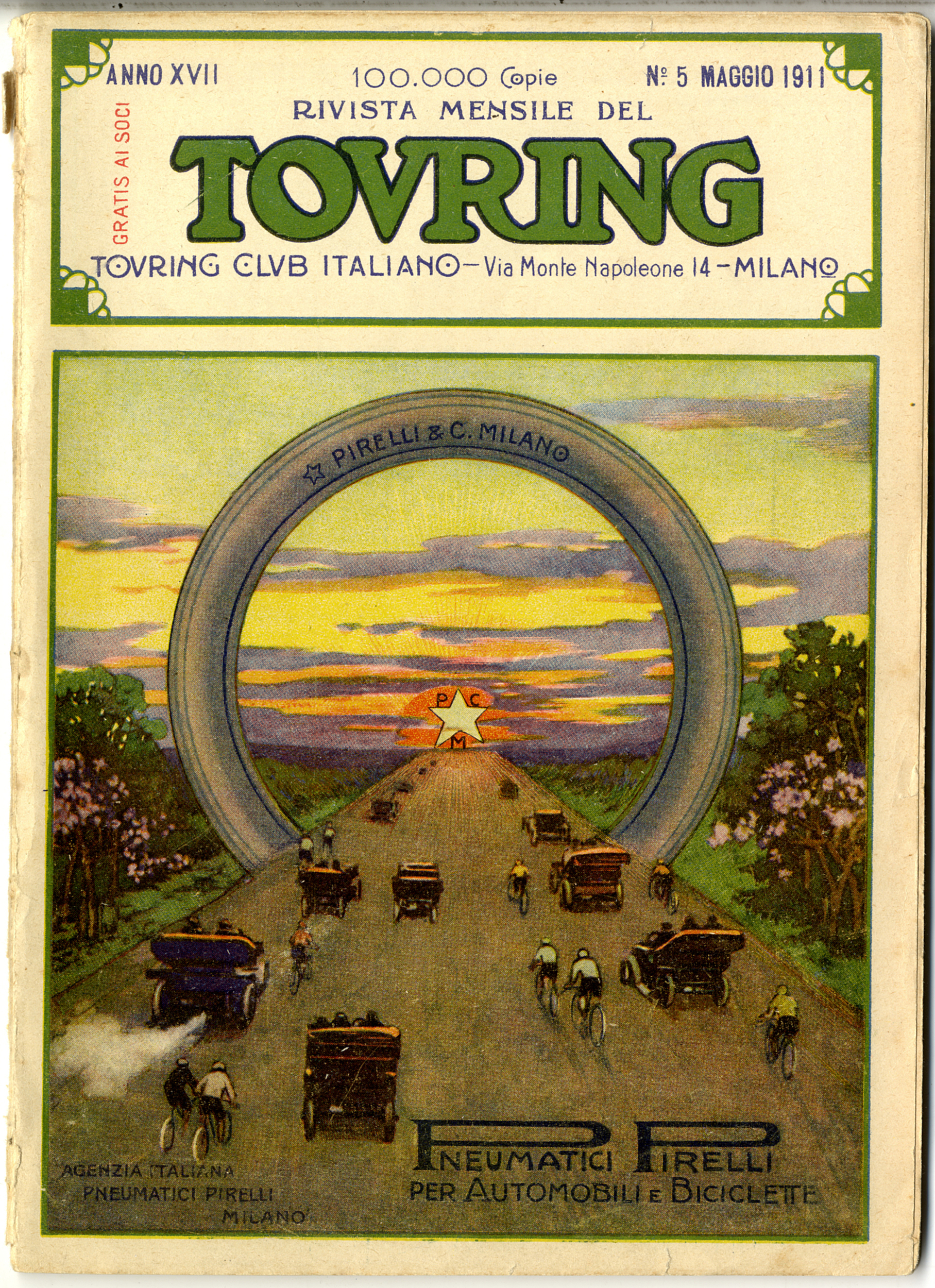
Pubblicità della Pirelli sulla copertina della rivista dei Touring Club Italiano del 1911

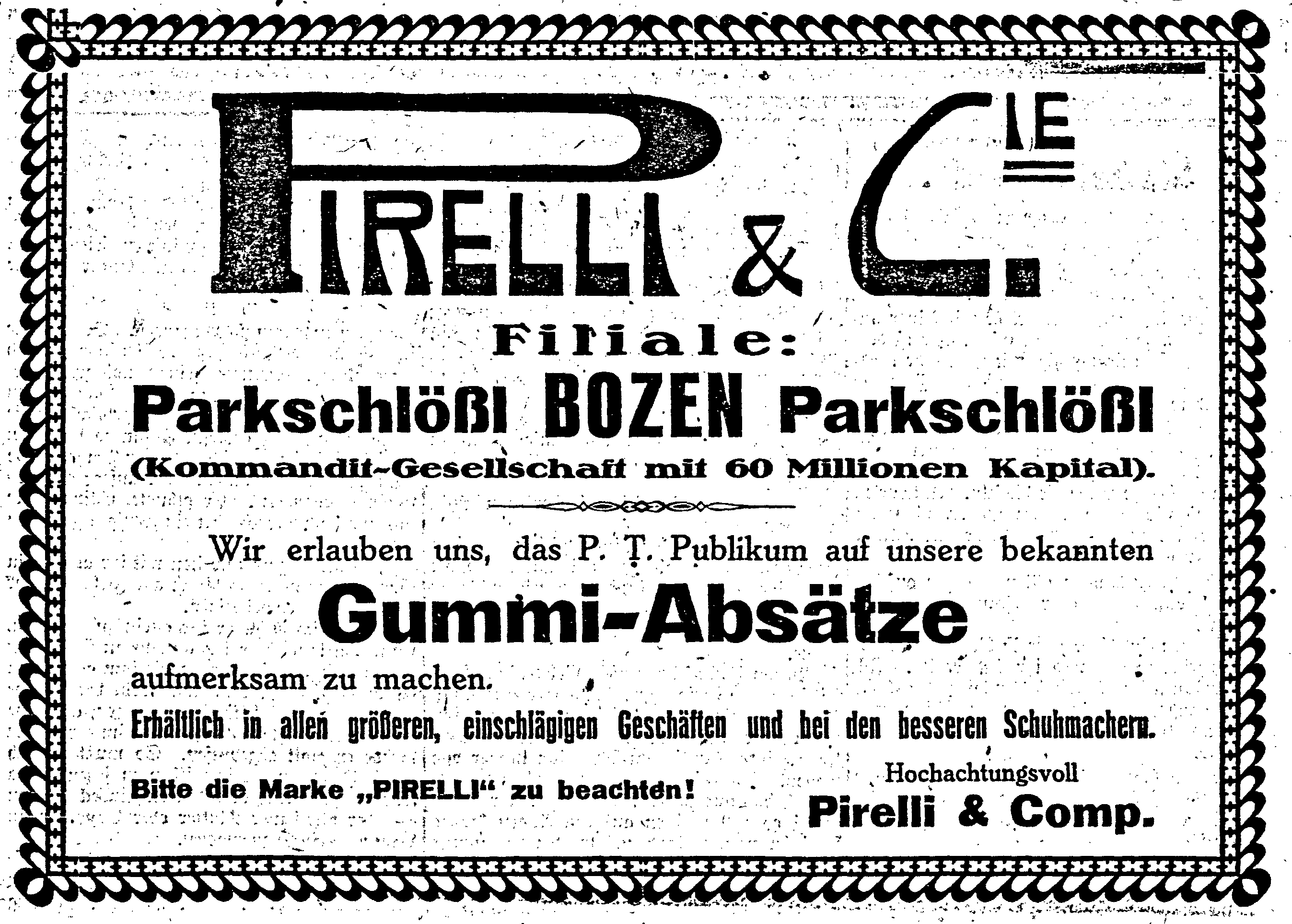
Pubblicià della Pirelli sulle pagine del quotidiano di Bolzano, Bozner Nachrichten, 1920

Terminata la primigenia fase della "produzione di sviluppo", nel 1897 fu brevettato lo pneumatico per bicicletta tipo "Flexus". Due anni dopo la Pirelli pose in vendita i suoi primi pneumatici per veicoli a motore, in questo caso per motocicletta, seguiti nel 1901 da quelli per autovettura. Il primo treno di pneumatici sperimentali per automobile fu realizzato dalla Pirelli nel 1900, su commissione della Prinetti & Stucchi, per equipaggiare un loro prototipo di quadriciclo quadrimotore, progettato da Ettore Bugatti.
A partire dal 1899, tutti gli pneumatici Pirelli furono contrassegnati con il logo in rilievo, rappresentante una stella a cinque punte iscritta in un cerchio e, per questo motivo, furono a lungo popolarmente chiamati "pneumatici marca stella".
La produzione di questi articoli, per l'epoca tecnologicamente avanzatissimi, riscosse un grande successo di vendite, tanto da costringere l'azienda a costruire un nuovo stabilimento in zona Bicocca e trasferirvi, nel 1906, buona parte della produzione. Nel 1918 viene acquistato anche il villino della Bicocca degli Arcimboldi, utilizzata dapprima come sede del museo della gomma e scuola materna, successivamente come sede di rappresentanza dell'azienda stessa.
Nel 1907 arriva la prima affermazione sportiva di grande rilievo, con la Itala 35/45 HP, nel raid Pechino-Parigi. All'inizio del Novecento, inoltre, ha inizio l'espansione internazionale, prima in Spagna (1902), poi anche nel Regno Unito (1914) e in Argentina (1920).
Negli anni venti ha inizio la presenza nelle gare automobilistiche, che prosegue tuttora con l'impegno in Formula 1, nel GranTurismo, nei Rally, nel campionato motociclistico Superbike.
Nel 1922 è una delle prime società italiane a quotarsi alla Borsa di Milano.
Nel settore pneumatici, è da ricordare l'introduzione, agli inizi degli anni cinquanta, del radiale Cinturato e negli anni ottanta quella dello pneumatico ribassato.
Negli anni settanta il gruppo diede vita a una fusione con la britannica Dunlop, successivamente sciolta.
Nel 1983 viene costituita Pirelli Coordinamento Pneumatici S.p.A. (poi ribattezzata Pirelli Tyre S.p.A. nel 2006), controllata da Pirelli & C. al 100%, nella quale sono confluite tutte le attività produttive e commerciali di pneumatici e affini.
Nel 1990 tentò invano di acquistare la tedesca Continental. Fallita l'operazione, nel 1992, Marco Tronchetti Provera succede al suocero Leopoldo Pirelli alla guida del gruppo, posizione che mantiene anche in seguito ai cambi d'azionariato dell'azienda.

### La diversificazione
Nel comparto dei cavi, le principali tappe tecnologiche arrivarono nel 1927, con la produzione del primo cavo con isolamento in olio, e negli anni ottanta con la realizzazione dei cavi a fibre ottiche.
Agli inizi degli anni novanta, il management di IACI (Iniziative Agricole Commerciali Italiane) e quello di Vitruvio, società immobiliare del gruppo Pirelli, riuniscono le loro attività immobiliari in un'unica società, che prende il nome di Milano Centrale. Nel 2001 la società assume la denominazione di Pirelli & C. Real Estate e nel giugno 2002 viene quotata alla borsa valori di Milano.
Nel 2000 la divisione Pirelli Optical Technologies è venduta alla statunitense Corning (azienda del vetro di Corning) e la divisione Pirelli Optical Systems è venduta alla statunitense Cisco Systems.
Nel 2001 crea con la famiglia Benetton, Banca Intesa e UniCredit la società Olimpia SpA che ottiene, attraverso il controllo di Olivetti, la maggioranza relativa (circa il 18%) delle azioni di Telecom Italia, partecipazione che sarà poi ceduta nel corso del 2007.
Nel 2002 comincia la produzione di abbigliamento, orologi, occhiali con marchio Pirelli, attività che è portata avanti da Pirelli Design con prodotti su licenza.
Nel 2005 Pirelli Cavi viene ceduta alla banca americana Goldman Sachs, che le cambia il nome in Prysmian.

#### Settore nautico
Nel settore della nautica, a metà del novecento, dopo aver fornito imbarcazioni all'esercito, Pirelli progettò il battello Nautilus. Progettato nell'impianto manifatturiero dell'Azienda Seregno, già specializzata nel lattice, nel 1958, il Nautilus veniva proposta in una versione predisposta per il motore fuoribordo. 
La svolta avvenne però con il vero e proprio gommone, il Laros, che nel 1963 apriva la stagione degli anni sessanta e settanta, dei gommoni venduti smontati (pagliolato e parte gonfiabile) e che potevano essere trasportati - dalla città - smontati, in auto, senza bisogno di un carrello, direttamente sul mare, dove sarebbero stati gonfiati e assemblati con facilità; il motore fuoribordo staccabile veniva ugualmente posizionato in auto, e innestato sul gommone solo all'arrivo. Motore la cui potenza poteva essere scelta, nei limiti dell'omologazione di ogni scafo, dal proprietario (all'epoca, per precisa scelta del legislatore, peraltro erano utilizzabili senza patente nautica i gommoni di medie dimensioni e motori fino a 25 cavalli; data la leggerezza dello scafo, il loro utilizzo era estremamente divertente, favorendo così ulteriormente la diffusione del sistema). La famiglia dei Laros (inizialmente composta dal 10 e dal 25), si espanse verso l'alto e verso il basso, fino al Laros 40 Sport del 1969, che poteva trasportare 8 persone, con un motore da 50 cv. L'evoluzione proseguì con sofisticazioni tecniche e progettuali sempre maggiori, mentre la gamma di colori (dall'arancione iniziale) si ampliò, a partire dal grigio, proposto dalla fine degli anni 60. 
Negli anni ottanta, mezzi come il 40M del 1983, il Commando, il Dinghy 240 a remi, e il Laros Jet motorizzato Piaggio, costituirono l'ultima evoluzione di un sistema il cui settore era oramai in declino, complice il cambio delle mode, delle abitudini estive, ed il fatto che i gommoni, oramai non più smontabili, avevano di fatto le stesse caratteristiche di una qualunque imbarcazione a chiglia rigida. La produzione fu quindi interrotta.
Nel 2006, con un accordo di licenza, hanno iniziato ad essere commercializzati nuovi gommoni di grandi dimensioni con marchio Pirelli Pzero, e più piccoli tender, chiaramente diversi per caratteristiche e tipologia alla generazione in house degli anni 60-80.

### La focalizzazione sul core business
Nel 2005 Pirelli inaugura il primo impianto per la produzione di pneumatici in Cina, nella provincia dello Shandong, in quello che diventerà il polo produttivo del gruppo nel Paese; nel 2006 apre a Slatina il suo primo impianto per la produzione di pneumatici in Romania, ampliato nel 2011.
Nel 2008 prende il via il progetto per realizzare il polo industriale di Settimo Torinese, nato dall’integrazione di 2 fabbriche e diventato il sito tecnologicamente più avanzato del gruppo.
Nel 2010, Pirelli, a seguito della volontà di focalizzarsi esclusivamente sul settore pneumatici, cede le attività di Pirelli Broadband Solutions e scorpora Pirelli Real Estate, che viene rinominata Prelios S.p.A. Nello stesso anno, dopo 19 anni di assenza, Pirelli torna alla Formula 1, divenendone a partire dalla stagione 2011 fornitore esclusivo.
Sempre nel 2010 la famiglia Malacalza entra come azionista di minoranza di Camfin - l'allora azionista di Pirelli - uscendone nel 2013, anche in seguito a divergenze di vedute con Tronchetti Provera.
Nel 2011 Pirelli espande la propria presenza produttiva alla Russia attraverso una joint venture con Rostec (già Russian Technology) e rafforza quella in Argentina ampliando lo stabilimento di Merlo.
Nel 2012 Pirelli sigla un accordo con Astra OtoParts per la costruzione di una fabbrica per pneumatici moto in Indonesia, inaugurata nel 2015. Sempre nel 2012 viene inaugurato lo stabilimento di Silao, il primo del gruppo in Messico, focalizzato sulla produzione di pneumatici Premium, destinati al servizio di tutta l’area Nafta.
Nel 2014 Pirelli cede le proprie attività steelcord a Bekaert, gruppo leader nelle tecnologie di trasformazione e rivestimento di cavi in acciaio.

### L'acquisizione da parte di ChemChina
Nel 2015 viene annunciata un OPA che porta il pacchetto di maggioranza di Pirelli alla società cinese ChemChina, con Camfin (finora azionista di riferimento) che rimane come socio di minoranza. In seguito al successo dell'OPA obbligatoria, con il conseguente delisting del titolo, Marco Polo Industrial Holding S.p.A., società controllata da ChemChina e partecipata da Camfin e da Long Term Investments Luxemburg, fondo d'investimento di proprietà della russa Rosneft, diventa l'azionista unico di Pirelli.
Ad aprile 2016 viene annunciata l’apertura di una seconda fabbrica all’interno del polo industriale Puerto Interior di Silao, nello Stato di Guanajuato, in Messico. L'investimento per il triennio era di 200 milioni di dollari.
Dopo la fusione del giugno 2016 della controllante Marco Polo Industrial Holding S.p.A. in Pirelli & C. S.p.A., l'unico socio diventa la Marco Polo International Holding Italy S.p.A..
Nel marzo 2017, Pirelli si è focalizzata sulla produzione di pneumatici destinati alle autovetture. Le due aree di attività – Consumer e Industrial – sono state separate in due distinte società controllate dall’allora azionista comune Marco Polo International Holding Italy S.p.A., in seguito all’assegnazione a quest’ultimo da parte di Pirelli, delle azioni di TP Industrial Holding, la società in cui sono confluiti gli asset Industrial di Pirelli (l’ex Pirelli Industrial poi ribattezzata Prometeon Tyre Group).
Dal 4 ottobre 2017, con il ritorno di Pirelli in Borsa, Marco Polo International Italy S.p.A. (società in cui è stata fusa la Marco Polo International Holding Italy S.p.A.) si scioglie ed il principale azionista diventa direttamente la ChemChina con il 45%.
Il 30 marzo 2020 la Brembo di Alberto Bombassei, vertice mondiale nei sistemi frenanti, ha annunciato di avere acquisito il 2,43% della Pirelli. Lo stesso giorno il miliardario cinese Yishun Niu, fondatore e proprietario della Hixih Rubber Industry Group, già socio di Pirelli con una collaborazione del 2005, ha comprato a termine attraverso un derivato il 5% della Bicocca, probabilmente ceduto dall'azionista di maggioranza ChemChina.
Il 15 giugno 2023 il Governo italiano ha esercitato il proprio golden power ed ha prescritto misure a tutela dell’interesse nazionale in relazione a un’operazione che riguarda l’assetto dirigenziale di Pirelli e la posizione del suo azionista, China National Tire and Rubber Corporation Ltd. (CNTRC), con riferimento al progetto industriale “sensori Cyber”, impiantati nei pneumatici degli autoveicoli e in grado di acquisire in tempo reale un’ampia gamma di dati, tra cui i modelli di traffico e di comunicazione terrestre, lo stato attuale delle infrastrutture e la geo-localizzazione dei veicoli.

## Consiglio d'amministrazione
Il presidente è Ning Gaoning, che lo è anche della società cinese ChemChina, il maggior azionista di Pirelli.
Il vicepresidente esecutivo è Marco Tronchetti Provera, in rappresentanza di Camfin, che è il secondo azionista, dove ricopre il ruolo di presidente e amministratore delegato.

## Quotazione in Borsa

### Nel 1922 la prima quotazione
La società Pirelli & C., una S.a.p.a., venne quotata alla Borsa di Milano nel 1922.
La società Pirelli S.p.A. venne quotata nel 1926. Nel 1929 Pirelli viene quotata alla Borsa di New York: è la prima società italiana a sbarcare sul listino statunitense.
Nell'agosto 2003 Pirelli S.p.A è stata fusa con Pirelli & C. S.p.A. che pertanto è rimasta l'unica società quotata.
Tradizionalmente la Pirelli & C veniva denominata nel gergo borsistico Pirellina, mentre la S.p.A. veniva denominata Pirellona
Negli anni ottanta, un patto di sindacato copriva quasi il 52% del capitale sociale di Pirelli. Il patto, sciolto nell'ottobre 2013, vietava la cessione di azioni a terzi e stabiliva tetti di partecipazione.
Pirelli è stata selezionata e introdotta nell'indice Dow Jones Sustainability STOXX (DJSI STOXX) per la prima volta nel 2002, ed è stata inclusa anche nell'indice mondiale Dow Jones Sustainability World. Prima del delisting Pirelli era inclusa anche negli indici di sostenibilità FTSE Global and Europe e ASPI Eurozone.

### Nel 2015 il delisting
Nel 2015 Marco Polo Industrial Holding, società controllata da ChemChina e partecipata da Camfin e LTI, socio russo entrato a far parte dell’azionariato Pirelli nel 2014, lancia un’OPA obbligatoria totalitaria su Pirelli a 15 euro per azione, alla cui conclusione giunge a detenere la totalità del capitale ordinario. Conseguentemente dal 6 novembre 2015 le azioni ordinarie sono state revocate dalla quotazione..
Dal 26 febbraio 2016 anche le poche azioni di risparmio rimaste quotate, sono state convertite in azioni speciali e revocate dalla quotazione alla Borsa di Milano, dopo essere state liquidate a 14,978 euro per azione.

Nel giugno 2016 la Marco Polo Industrial Holding è stata fusa per incorporazione in Pirelli & C. scaricando su quest'ultima i costi dell'OPA, portando l'indebitamento della società da 980 milioni a 4,3 miliardi di euro.

### Nel 2017 il ritorno in Borsa
Nell’aprile 2017 Pirelli ha annunciato l’intenzione di tornare in Borsa nel quarto trimestre 2017.
Nel settembre 2017, Pirelli ha presentato domanda di ammissione alla quotazione delle proprie azioni ordinarie sul mercato telematico azionario (MTA), gestito da Borsa Italiana dove è ritornata il 4 ottobre, a meno di due anni dal delistig, dopo il successo dell'IPO avvenuta a 6,50 euro per azione, corrispondenti ad una capitalizzazione di 6,5 miliardi di euro, debuttando con una flessione dello 0,46% a 6,47 euro.
Dal 18 dicembre 2017 Pirelli è tornata nell'indice principale del FTSE MIB ed è stata inserita nel nuovo indice FTSE Italia Brands dedicato da FTSE Russell ai brand italiani d’eccellenza.

#### Prezzo delle azioni
- Prezzo minimo: 3,0390 € del 16/03/2020
- Prezzo massimo: 7,9880 € del 29/1/2018

### Principali azionisti e partecipazioni
Dopo la fusione della controllante Marco Polo Industrial Holding S.p.A. in Pirelli & C. S.p.A., l'unico socio è stato, fino al 3 ottobre 2017, la Marco Polo International Italy S.p.A., (società in cui è stata fusa la Marco Polo International Holding Italy S.p.A.). La società era controllata con il 65% del capitale da China National Chemical Corporation, con il 22,4% da Camfin e con il 12,6% dai russi di Long Term Investments Luxemburg.
A giugno 2025, i principali azionisti sono il gruppo cinese Sinochem con il 37,0% e Marco Tronchetti Provera (principalmente attraverso Camfin) con il 27,4%.

## Dati economici e finanziari
| Dati finanziari                | 2016** (in milioni di €) | 2015* (in milioni di €) | 2014 (in milioni di €) | 2013 (in milioni di €) | 2012 (in milioni di €) | 2011 (in milioni di €) | 2010 (in milioni di €) | 2009 (in milioni di €) |
| ------------------------------ | ------------------------ | ----------------------- | ---------------------- | ---------------------- | ---------------------- | ---------------------- | ---------------------- | ---------------------- |
| Fatturato                      | 6.058                    | 5.962                   | 6.018                  | 6.146                  | 6.072                  | 5.655                  | 4.848                  | 4.067                  |
| Margine operativo lordo        | 1.183                    | 1.242                   | 1.168                  | 1.080                  | 1.064 (restated)       | 807                    | 629                    | 453                    |
| Risultato operativo            | 896,6 (Adjusted)         | 850,3                   | 837,9                  | 791                    | 792 (restated)         | 582                    | 408                    | 250                    |
| Risultato netto                | 147,6                    | (391)*                  | 319                    | 306                    | 398                    | 441                    | 4                      | (23)                   |
| Capitale investito consolidato | 10.224                   | 4.089                   | 4.273                  | 4.455                  | 4.427                  | 3.727                  | 3.281                  | 3.818                  |
| Patrimonio netto               | 3.274                    | 2.280                   | 2.548                  | 2.437                  | 2.389                  | 2.192                  | 2.028                  | 2.495                  |
| Dipendenti                     | 37.050                   | 36.753                  | 37.561                 | 37.979                 | 37.338                 | 34.259                 | 29.573                 | 29.570                 |

*I dati 2015 scontano due eventi straordinari: il deconsolidamento del Venezuela e oneri fiscali non ricorrenti.
**Per effetto dell’acquisizione da parte di Marco Polo Industrial Holding S.p.a. di Pirelli e della successiva fusione per incorporazione di Marco Polo Industrial Holding S.p.A. in Pirelli, a seguito della Purchase Price Allocation (PPA) condotta sulla base di quanto stabilito dai principi contabili di riferimento, sono stati iscritti a conto economico maggiori ammortamenti riferibili principalmente a immobilizzazioni immateriali identificate nell’ambito di tale operazione. I dati 2016 riflettono tale evento.

## Attività sportiva
Impegnata nel mondo delle competizioni dal 1907, Pirelli è oggi fornitore e finanziatore di numerose squadre, campionati ed eventi sportivi. Con una presenza in oltre 350 competizioni all’anno, Pirelli è attiva soprattutto nel motorsport, per il quale fornisce pneumatici che in alcuni casi sono sviluppati appositamente per le competizioni. Dal 2004 è fornitore unico di pneumatici per tutte le classi del campionato mondiale FIM Superbike, dal 2011 è Global Tyre Partner del campionato mondiale di Formula 1 e dal 2021 è fornitore esclusivo del campionato del mondo di Rally. Pirelli equipaggia anche diverse competizioni GT, tra cui il GT World Challenge Europe, ed è fornitore unico nei campionati monomarca Lamborghini Super Trofeo e Ferrari Challenge Trofeo Pirelli.
Con il riavvio della produzione di pneumatici per biciclette nel 2017, Pirelli è diventata una presenza costante alle gare ciclistiche più importanti, come il Giro d'Italia, di cui è stata socia ufficiale nel 2017, e il Giro d'Italia Under 23. Pirelli ha inoltre all’attivo delle collaborazioni con diverse squadre di ciclismo, alle quali fornisce supporto tecnico e le coperture per l’attività agonistica: Trek Segafredo, AG2R Citroen, Bike Exchange e Colpack Ballan per le gare su strada, Team Trek Pirelli, Buff Scott, Rogue Racing e Theory Racing per la mountainbike, Enough Cycling per le gare su gravel.

## Finanziamenti e associazioni
Il legame di Pirelli con l'attività sportiva si sviluppa anche nell'ambito dei finanziamenti. Dal 1995 fino alla stagione 2020/2021 la società è stata finanziatore di maglia dell'Internazionale Milano, di cui è oggi Global Tyre Partner. Per quanto riguarda il mondo degli sport invernali, Pirelli è finanziatore della Federazione italiana sport invernali, dei FIS Alpine World Ski Championship e del IIHF Hockey World Championship. Pirelli è inoltre, insieme a Prada, cotitolare finanziatore della squadra velica Luna Rossa Prada Pirelli, concorrente dell'America's Cup.

## Archivio Pirelli
La documentazione prodotta dalla Pirelli spa è conservata a Milano presso l'azienda stessa a titolo di proprietà, nel fondo Storia delle Industrie Pirelli (estremi cronologici: 1872 -  1998). 
La documentazione fino alla Seconda guerra mondiale è andata quasi interamente distrutta per eventi bellici; quella degli anni '50 relativa a proprietà immobiliari (costruzione cantieri) è stata inviata al macero e quella degli anni '70 presenta lacune.
Accanto all'archivio storico, un deposito provvisorio accoglie spezzoni di archivio corrente accantonati durante i periodici scarti e in attesa di essere analizzati, sfrondati e quindi inventariati.

## Riconoscimenti
- Premio Compasso d'oro nel 1967